# Zapp (gruppo musicale)
Zapp è un gruppo musicale funk statunitense formatosi nel 1978, conosciuto anche come Zapp Band o Zapp & Roger che ha raggiunto l'apice della sua popolarità nei primi anni ottanta. I pezzi More Bounce to the Ounce (1980), Dance Floor (1982) e Computer Love (1985) sono i più conosciuti del gruppo e tra i più utilizzati dagli attuali artisti funk e hip hop per i loro campionamenti. La musica degli Zapp si caratterizza per il loro frequente uso della talk box.

## Storia del gruppo

### Primi anni di carriera e successo
Il gruppo ruotava intorno ai fratelli Roger, Larry, Lester e Terry Troutman (soprannominato Zapp); gli altri membri erano Bobby Glover, Eddie Barber, Shilrey Murdock, Jannetta Boyce, Jerome Derrickson, Sherman Fleetwood, Gregory Jackson e Michael Warren. Roger aveva avuto in precedenza dei trascorsi nella band Roger & The Human Body, che aveva pubblicato il suo unico album Introducing Roger (1976) e nell'entourage di George Clinton, il quale lo aveva invitato numerose volte nei suoi United Sound Studios di Detroit. Dopo aver ascoltato il demo di More Bounce To The Ounce registrato da Roger nel 1978, Clinton decise di presentare la band alla Warner Bros. Records, la quale mise sotto contratto la band nel 1979.
L'omonimo album d'esordio degli Zapp uscì il luglio 1980 e fu coprodotto da Bootsy Collins insieme a Roger Troutman. Ebbe un notevole riscontro di pubblico grazie soprattutto alla presenza della hit More Bounce To The Ounce. Dopo l'album d'esordio gli Zapp pubblicarono altri quattro album: Zapp II nel 1982 (album ricordato soprattutto per la presenza del singolo Dance Floor), Zapp III nel 1983 (disco in cui è presente Heartbreaker, uno dei brani di musica elettronica più rappresentativi della band), The New Zapp IV U nel 1985 (album in cui è presente il classico dell'electro-funk Computer Love, brano che verrà in seguito campionato da artisti come 2pac ed altri), ed infine Zapp V del 1989.
La band cessò la sua attività nel 1991.

### Dopo lo scioglimento
Il 25 aprile 1999 Roger Troutman venne trovato gravemente ferito nei pressi dei suoi studi di registrazione di Dayton, intorno alle sette del mattino. Secondo i medici, qualcuno gli aveva sparato diverse volte al torace; morì durante l'operazione chirurgica svoltasi nell'ospedale locale, il Good Samaritan Hospital and Health Center. Il fratello di Roger, Larry, fu trovato morto nella sua automobile a pochi isolati di distanza, ucciso da un singolo colpo di pistola alla testa. Nel veicolo, che corrispondeva alla descrizione di alcuni testimoni riguardo a un'auto che lasciava il luogo del ferimento di Roger, si trovò l'arma del delitto. I drammatici fatti scaturirono in seguito a una dura discussione personale tra i due; Larry sparò a Roger, e in seguito si suicidò. Dopo la morte di Larry e Roger, i rimanenti membri della famiglia Troutman si riunirono in studio per realizzare un album celebrativo dedicato ai due fratelli scomparsi, intitolato Zapp VI: Back By Popular Demand, uscito nel 2003.
Nell'ottobre 2018, dopo un lungo periodo di attività basata esclusivamente su concerti dal vivo, è uscito il nuovo, settimo album da studio della band, intitolato Zapp VII: Roger & Friends, che include la partecipazione di artisti come Bootsy Collins, Snoop Dogg, Tuxedo ed altri.

## Discografia

### Album studio
- 1980 - Zapp (Warner Bros.)
- 1982 - Zapp II (Warner Bros.)
- 1983 - Zapp III (Warner Bros.)
- 1984 - The New Zapp IV U (Warner Bros.)
- 1989 - Zapp V (Warner Bros.)
- 2003 - Zapp VI: Back by Popular Demand (Zapp Town Records)
- 2018 - Zapp VII: Roger & Friends (Leopard)

### Raccolte
- 1993 - All the Greatest Hits
- 1996 - Compilation: Greatest Hits, Vol. 2 & More
- 2002 - We Can Make You Dance: The Zapp & Roger Anthology
- 2005 - More Bounce to the Ounce and Other Hits